# درهم ساسانی

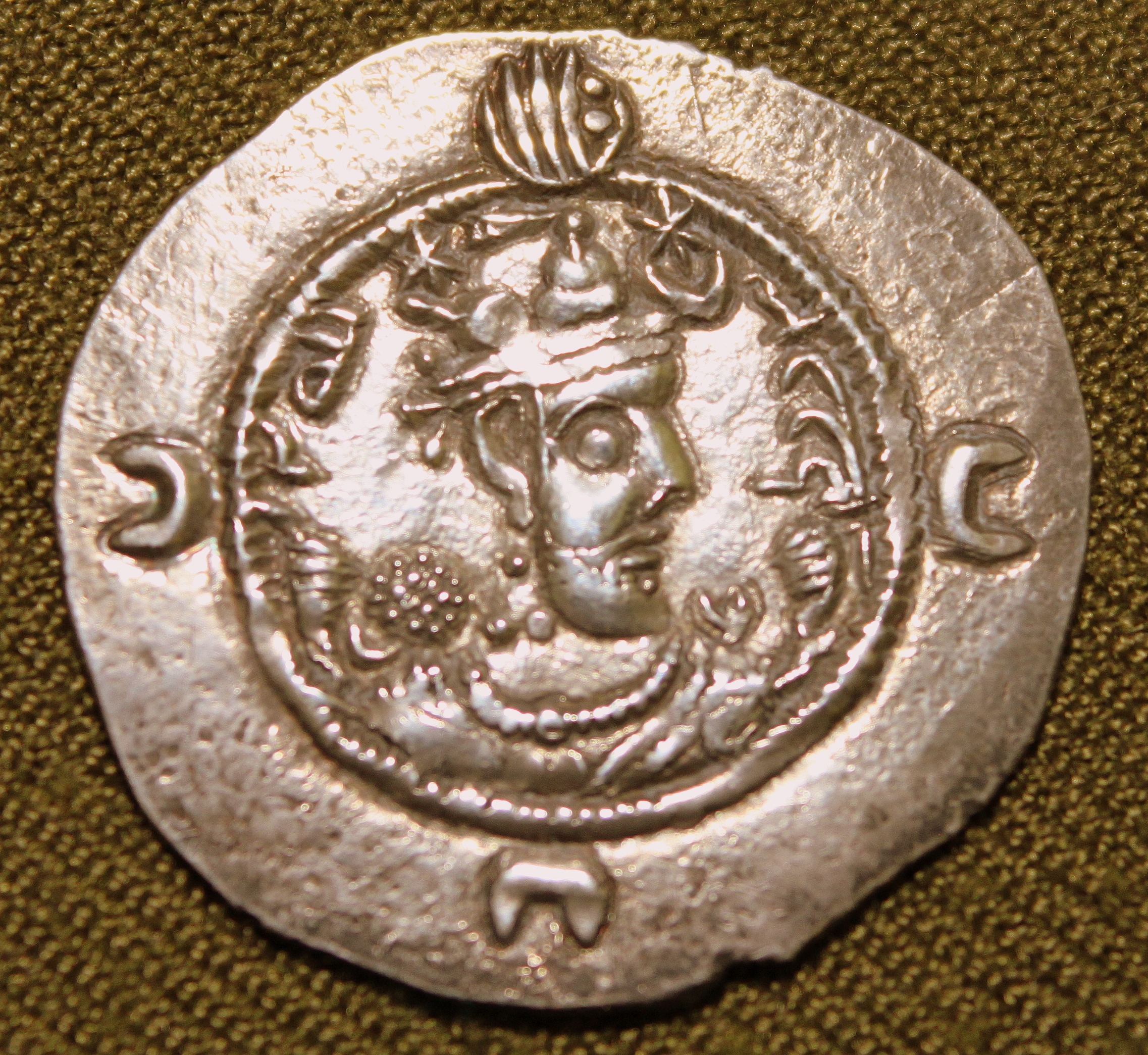
یک درهم ساسانی از دوره خسرو انوشیروان

درهم ساسانی یا درخم ساسانی (پهلوی کتیبه‌ای: 𐭦𐭥𐭦𐭭، بسته به نوع گویش در زبان فارسی میانه: دْرَخم، دْرَهم یا دْرَم) واحد پولی اصلی شاهنشاهی ساسانی و یکی از ارزهای پر مبادله جهان در دوران باستان متأخر بود. میانگین وزنی آن حدود ۴ گرم بود که کمابیش با استاندارد وزنی آتیک در مورد سکه‌های دراخما مطابقت داشت.
نظام پولی مبتنی بر دراخمای نقره در ایران از عصر هلنیستی رواج داشت و همه دوران حکومت‌های اشکانی و ساسانی نیز ادامه یافت. دراخمای ساسانی نسبت به همتایان پیشینش، نازک‌تر و درعین‌حال پهن‌تر بود. این نوع سکه پس از فتح ایران توسط مسلمانان در قالب درهم عرب-ساسانی همچنان پول رایج بخش شرقی خلافت اسلامی در دهه‌های آغازین حیاتش باقی ماند. سرانجام در جریان اصلاحات پولی عبدالملک بن مروان در سال ۸۰ ه‍.ق (۶۹۸ م)، درهم‌های اسلامی بدون نقش جایگزین درهم‌های ساسانی پیشین شدند. وزن درهم‌های تازه، ۷/۱۰ نمونه‌های ساسانی بود. در مناطقی به‌مانند طبرستان و بخارا، کپی‌های درهم‌های عرب-ساسانی تا دوره مأمون نیز همچنان ضرب می‌شدند.
چهاردرهم (تترادراخما)، نیم‌درهم و یک‌ششم درهم مشتقاتی از درهم ساسانی هستند که تنها در ابتدای تاریخ این واحد پولی دارای کاربرد مفید بودند. چهاردهم‌ها که آلیاژی از مس با مقدار کمی نقره (بیلون) بودند، آخرین‌بار در زمان بهرام یکم ضرب شدند. آخرین نیم‌درهم‌های ساسانی نیز از هرمز دوم شناخته شده‌است. به‌نظرمی‌رسد که ضرب یک‌ششم درهم نیز از زمان شاپور دوم صرفاً تشریفاتی بوده‌است.